# Silverstreet
Silverstreet és una població dels Estats Units a l'estat de Carolina del Sud. Segons el cens del 2000 tenia 216 habitants.

## Demografia
Segons el cens del 2000, Silverstreet tenia 216 habitants, 83 habitatges i 58 famílies. La densitat de població era de 23,7 habitants/km².
Dels 83 habitatges en un 31,3% hi vivien nens de menys de 18 anys, en un 55,4% hi vivien parelles casades, en un 9,6% dones solteres, i en un 30,1% no eren unitats familiars. En el 27,7% dels habitatges hi vivien persones soles el 18,1% de les quals corresponia a persones de 65 anys o més que vivien soles. El nombre mitjà de persones vivint en cada habitatge era de 2,6 i el nombre mitjà de persones que vivien en cada família era de 3,17.
Per edats la població es repartia de la següent manera: un 24,5% tenia menys de 18 anys, un 7,9% entre 18 i 24, un 29,2% entre 25 i 44, un 17,6% de 45 a 60 i un 20,8% 65 anys o més.
L'edat mediana era de 37 anys. Per cada 100 dones de 18 o més anys hi havia 79,1 homes.
La renda mediana per habitatge era de 27.321 $ i la renda mediana per família de 43.750 $. Els homes tenien una renda mediana de 24.063 $ mentre que les dones 14.861 $. La renda per capita de la població era de 17.184 $. Entorn del 7,7% de les famílies i el 7,6% de la població estaven per davall del llindar de pobresa.

## Poblacions més properes
El següent diagrama mostra les poblacions més properes.